# Luis Armando Rodríguez Quezada
Luis Armando Rodríguez Quezada (Chillán, 1 de diciembre de 1905 - San Miguel, 21 de agosto de 1975) fue un abogado y político radical chileno. Hijo de Walterio Rodríguez e Isaura Quezada. Contrajo matrimonio con Ana Lidia Romero Guzmán (1933).

## Actividades profesionales
Estudió en el Liceo de Chillán y en la Facultad de Derecho de la Universidad de Chile, donde se graduó de abogado (1931). Fue secretario del Centro de Derecho de la Universidad de Chile y de la Unión de Estudiantes de Chile.
Se dedicó buena parte de su vida al periodismo. Dirigió el diario “El Día” y “La Crítica” de Chillán, colaboró en la Revista de la Sociedad de Escritores de Chile (1925-1938) y fue consejero de la Empresa Periodística “La Nación” (1939).

## Actividades políticas
Militante del Partido Radical, organizó la Juventud Radical (1931) y fue secretario de la campaña nacional de Pedro Aguirre Cerda (1938).
Elegido Diputado por la 7.ª agrupación departamental, correspondiente al 3.er. Distrito Metropolitano:  Puente Alto (1941-1945), participando de la comisión permanente de Defensa nacional.
En 1952 fundó el Partido de Unidad Popular para presentar candidaturas en las elecciones parlamentarias del año siguiente, el cual logró obtener un escaño pero sin embargo fue disuelto poco tiempo después.

### Citas
1. ↑  Dirección del Registro Electoral (31 de octubre de 1952). «Solicitud de inscripción "Partido de Unidad Popular"». Diario Oficial de la República de Chile. Consultado el 16 de septiembre de 2016.